# Ontoria
Ontoria (en ocasiones, especialmente en documentos antiguos, aparece también como Hontoria) es una localidad del municipio de Cabezón de la Sal, Cantabria (España). Está a 125 metros de altitud y su población es de 543 habitantes. Se encuentra a 1,6 kilómetros de la capital municipal y en los últimos años está experimentando un importante crecimiento demográfico por la construcción de numerosas edificaciones unifamiliares.

## Historia
Constituyó, junto a Vernejo, el lugar o concejo de Hontoria y Bernejo, una de las ocho aldeas que formaban el distrito administrativo del valle de Cabezón, dentro de la merindad de Asturias de Santillana, en el Becerro de las Behetrías de 1352.
Durante el Trienio Constitucional (1820-1823), Hontoria-Vernejo, junto con Santibáñez-Carrejo y Cabezón, constituyeron el municipio de Cabezón de la Sal.

## Patrimonio
Del siglo XVII (aunque muy reformada) es su iglesia parroquial, bajo la advocación de San Bartolomé Apóstol. Además cuenta con una ermita dedicada a San Roque y otra dedicada a San Sebastián.

## Personas destacadas
Aquí nació Manuel González Hoyos (1900–1984), periodista y poeta.
En la localidad vive actualmente el atleta ontoriano Pablo García Hierro, con numerosos títulos nacionales e internacionales de salto de pértiga.
- Datos: Q6051099

Administración
El alcalde pedáneo es Óscar López Soto, del Partido Popular (PP) , quien en las elecciones locales de 2023 resultó reelegido. Completan la Junta Vecinal Germán de la Vega Jenaro, Carlos Sánchez Samperio, Sara Ibañez Macho de [Partido Popular] y Rosa María Fernández Ruiz del Partido Regionalista de Cantabria (PRC).